# Mi Leonis b
Mi Leonis b (μ Leo b, Rasalas b, HD 85503b) – egzoplaneta krążąca wokół pomarańczowego olbrzyma Mi Leo, gwiazdy położonej w gwiazdozbiorze Lwa. Układ oddalony jest od Ziemi o około 106 lat świetlnych.
Mi Leo b została odkryta w 2014 roku metodą pomiaru prędkości radialnej przy wykorzystaniu 1,8 metrowego teleskopu wraz ze spektrografem Bohyunsan Observatory Echelle Spectrograph (BOES) w obserwatorium Bohyunsan Optical Astronomy Observatory (BOAO) znajdującym się w Korei Południowej. Pomiary pozwalające potwierdzić istnienie egzoplanety były zbierane przez 10 lat, od 2003 do 2013 roku.
Mi Leo b jest egzoplanetą typu gazowy olbrzym, ma masę około 2,4 MJ oraz promień wynoszący w przybliżeniu 0,9 RJ. Mi Leo b okrąża swoją gwiazdę w ciągu 357,8 ziemskich dni po orbicie o mimośrodzie 0,09 w średniej odległości 1,1 AU.